# Малые ракетные корабли проекта 1239
Ракетные корабли на воздушной подушке проекта 1239 «Сивуч» — тип советских и российских скоростных малых ракетных кораблей (МРК) на воздушной подушке стоящих на вооружении Черноморского флота России.
Относятся к кораблям 3-го ранга.

## Назначение
Назначением малых ракетных кораблей проекта 1239 является:
1. Уничтожение боевых кораблей и транспортов противника в прибрежных районах и открытом море.
2. Обеспечение прикрытия быстроходных десантных соединений и конвоев в районах формирования, на переходе морем, а также в районах высадки морских десантов от ударов кораблей и катеров противника.
3. Ведение разведки сил противника и несение дозора в операционной зоне дружественных сил.
4. Ведение борьбы с быстроходными боевыми катерами и кораблями противника.

## История создания
Проект создавался как развитие малых ракетных кораблей проектов 1234 и 1234.1, с учётом опыта применения МРК на боевой службе в Средиземном море.
Работы над проектом начались в 1975 году в ЦМКБ «Алмаз», главные конструкторы Л. В. Ельский, В. И. Корольков.
В ходе ОКР применялась масштабная самоходная 50-тонная модель корабля.
Головной серийный корабль — «Бора» был построен на Зеленодольском ССЗ в 1987 году.
Катамаран пр.1239 обладает высокой мореходностью, имеет большую палубу и более комфортные условия использования оружия и размещения экипажа. При создании корабля широко применялся опыт ЦМКБ «Алмаз» и судостроительной промышленности, приобретённый при строительстве десантных кораблей на воздушной подушке типа «Джейран», «Зубр» и др.

## Конструкция
Корабли проекта являются крупнейшими в своём подклассе в практике российского и мирового кораблестроения быстроходными боевым кораблём, использующими гидродинамическую платформу — катамаран с аэростатической воздушной разгрузкой.
Энергетическая установка
Главная энергетическая установка корабля состоит из двух раздельных двигательно-движительных установок маршевого и полного хода, способных работать раздельно и совместно.
Корабли проекта могут двигаться в трёх главных режимах (катамаран, КВП-1[уточнить] и КВП-2), что обеспечивает практически стопроцентную гарантию хода в любой ситуации. Проверена возможность движения кораблей с выключенными движителями, так МРК[что?] при работе только двигателей-нагнетателей[чего?] способен двигаться за счёт истечения воздуха из воздушной подушки в корму против ветра 7 м/с со скоростью 3 узла.

## Строительство кораблей
Первым ракетным кораблём на воздушной подушке проекта 1239 стал РКВП «Бора», заложенный в 1984 г. на Зеленодольском ССЗ сданный ВМФ в 1989 году и после опытной эксплуатации вошедший в 1997 году в состав сил постоянной готовности Черноморского флота. Вскоре после первенца в Зеленодольске, в конце 1980-х, заложили ещё два корабля. Один удалось достроить, а третий был разрезан на стапеле. Всего для ВМФ планировалось построить 16 боевых единиц.

## Состав серии
| Название | Зав. № | Борт. № | Введён в состав флота | Изготовитель                                  | Статус                 |
| -------- | ------ | ------- | --------------------- | --------------------------------------------- | ---------------------- |
| Бора     | 501    | 615     | 30.12.1989            | ГУП «Зеленодольский завод им. А. М. Горького» | В составе ЧФ. В строю. |
| Самум    | 502    | 616     | 26.02.2000            | ГУП «Зеленодольский завод им. А. М. Горького» | В составе ЧФ. В строю. |